# Oullins
Oullins [ulɛ̃] ist eine ehemalige französische Gemeinde mit 27.343 Einwohnern (Stand 1. Januar 2022) in der Gebietskörperschaft Métropole de Lyon in der Region Auvergne-Rhône-Alpes. Die Einwohner werden Oullinois(es) genannt.
Der Erlass der Präfektin vom 12. Dezember 2023 legte mit Wirkung zum 1. Januar 2024 die Eingliederung von Oullins als Commune déléguée zusammen mit der früheren Gemeinde Pierre-Bénite zur neuen Commune nouvelle Oullins-Pierre-Bénite fest.
Die Gemeinde erhielt 2023 die Auszeichnung „Zwei Blumen“, die vom Conseil national des villes et villages fleuris (CNVVF) im Rahmen des jährlichen Wettbewerbs der blumengeschmückten Städte und Dörfer verliehen wird.

## Geografie
Oullins liegt etwa sechs Kilometer südwestlich des Stadtzentrums von Lyon am rechten Ufer der Rhone. Durch den Ort fließt der Yzeron, der am nordöstlichen Rand des Gemeindegebiets in die Rhone mündet.
Umgeben wird Oullins von den Nachbargemeinden und der Commune déléguée:
|                   | Sainte-Foy-lès-Lyon La Mulatière            | Lyon                             |
| Chaponost         | Kompassrose, die auf Nachbargemeinden zeigt |                                  |
| Saint-Genis-Laval |                                             | Pierre-Bénite (Commune déléguée) |

## Geschichte
Oullins wurde in einer Urkunde Lothars I. zum ersten Mal im Jahr 855 als Aulanius erwähnt. Die Stadt lag an der alten Römerstraße, die Lyon mit Narbonne verband.
Bis zur Industriellen Revolution waren die Haupterwerbszweige in Oullins Landwirtschaft und Handel. 1847 richtete Alphonse Clément-Désormes ein Unternehmen zur Herstellung von Lokomotiven ein. Das Werk wurde nach dem Zweiten Weltkrieg geschlossen.
Als sich Frankreich im Zweiten Weltkrieg unter deutscher Besatzung befand, formierte sich die Résistance. Am 27. August 1944 war Oullins der erste Ort im Raum Lyon, wo die Menschen Barrikaden errichteten, um dem erwarteten Einzug der Forces françaises de l’intérieur vorzubereiten.

## Bevölkerungsentwicklung
| Oullins: Einwohnerzahlen von 1793 bis 2021                                                                                 | Oullins: Einwohnerzahlen von 1793 bis 2021 | Oullins: Einwohnerzahlen von 1793 bis 2021 | Oullins: Einwohnerzahlen von 1793 bis 2021 | Oullins: Einwohnerzahlen von 1793 bis 2021 |
| --- | ------------------------------------------ | ------------------------------------------ | ------------------------------------------ | ------------------------------------------ |
| Jahr |                                            |                                            |                                            | Einwohner                                  |
| 1793 | 1793                                       |                                            | 2.000                                      | 2.000                                      |
| 1800 | 1800                                       |                                            | 1.761                                      | 1.761                                      |
| 1806 | 1806                                       |                                            | 1.851                                      | 1.851                                      |
| 1821 | 1821                                       |                                            | 1.852                                      | 1.852                                      |
| 1831 | 1831                                       |                                            | 2.315                                      | 2.315                                      |
| 1836 | 1836                                       |                                            | 2.944                                      | 2.944                                      |
| 1841 | 1841                                       |                                            | 3.315                                      | 3.315                                      |
| 1846 | 1846                                       |                                            | 3.319                                      | 3.319                                      |
| 1851 | 1851                                       |                                            | 3.616                                      | 3.616                                      |
| 1856 | 1856                                       |                                            | 5.703                                      | 5.703                                      |
| 1861 | 1861                                       |                                            | 6.584                                      | 6.584                                      |
| 1866 | 1866                                       |                                            | 7.010                                      | 7.010                                      |
| 1872 | 1872                                       |                                            | 5.126                                      | 5.126                                      |
| 1876 | 1876                                       |                                            | 5.674                                      | 5.674                                      |
| 1881 | 1881                                       |                                            | 7.536                                      | 7.536                                      |
| 1886 | 1886                                       |                                            | 7.189                                      | 7.189                                      |
| 1891 | 1891                                       |                                            | 8.327                                      | 8.327                                      |
| 1896 | 1896                                       |                                            | 9.085                                      | 9.085                                      |
| 1901 | 1901                                       |                                            | 9.343                                      | 9.343                                      |
| 1906 | 1906                                       |                                            | 10.284                                     | 10.284                                     |
| 1911 | 1911                                       |                                            | 12.243                                     | 12.243                                     |
| 1921 | 1921                                       |                                            | 14.089                                     | 14.089                                     |
| 1926 | 1926                                       |                                            | 15.238                                     | 15.238                                     |
| 1931 | 1931                                       |                                            | 16.652                                     | 16.652                                     |
| 1936 | 1936                                       |                                            | 16.734                                     | 16.734                                     |
| 1946 | 1946                                       |                                            | 18.300                                     | 18.300                                     |
| 1954 | 1954                                       |                                            | 19.224                                     | 19.224                                     |
| 1962 | 1962                                       |                                            | 24.356                                     | 24.356                                     |
| 1968 | 1968                                       |                                            | 26.604                                     | 26.604                                     |
| 1975 | 1975                                       |                                            | 27.772                                     | 27.772                                     |
| 1982 | 1982                                       |                                            | 27.168                                     | 27.168                                     |
| 1990 | 1990                                       |                                            | 26.129                                     | 26.129                                     |
| 1999 | 1999                                       |                                            | 25.183                                     | 25.183                                     |
| 2006 | 2006                                       |                                            | 25.694                                     | 25.694                                     |
| 2013 | 2013                                       |                                            | 26.072                                     | 26.072                                     |
| 2021 | 2021                                       |                                            | 27.113                                     | 27.113                                     |
| Quelle(n): EHESS/Cassini bis 1999, INSEE ab 2006 Anmerkung(en): Ab 1962 offizielle Zahlen ohne Einwohner mit Zweitwohnsitz |                                            |                                            |                                            |                                            |

## Sehenswürdigkeiten
Ein Teil des römischen Aquädukts des Gier (eines der vier Aquädukte von Lugdunum/Lyon) überquert bei Oullins den Yzeron. Das „Aquädukt von Beaunant“ ist nach einem Weiler, der zwischen Oullins und Chaponost liegt, benannt.
Die Schule Saint-Thomas d’Aquin befindet sich seit 1836 in der ehemaligen Residenz der Erzbischöfe von Lyon. Das Gebäude ist seit 1978 als Monument historique klassifiziert. Es wurde auf Initiative des Malers Paul Borel mit einer neuen Kapelle ausgestattet. Der Bau wurde 1861 begonnen und die Ausstattung 1888 abgeschlossen. Die Kapelle ist nach einem sehr einfachen Plan gebaut: einschiffig, Querschiff und flache Apsis. Die Polychromie ist an der Fassade dezent, kommt aber im Inneren voll zur Geltung.
Das Wohngebäude im Chemin de la Cadière 12, genannt „Haus La Cadière“, datiert aus dem 16. Jahrhundert. Die Außengalerie ist seit 1972 als Monument historique eingeschrieben.
Das Wohngebäude Le Castel in der Rue Voltaire 23 stammt ebenfalls aus dem 16. Jahrhundert. Fassaden und Dächer zur Straße und zum Innenhof sind seit 1983 als Monument historique klassifiziert.
Das Rathaus (Hôtel de ville), vormals Schloss La Bussière, datiert aus dem 16. Jahrhundert.

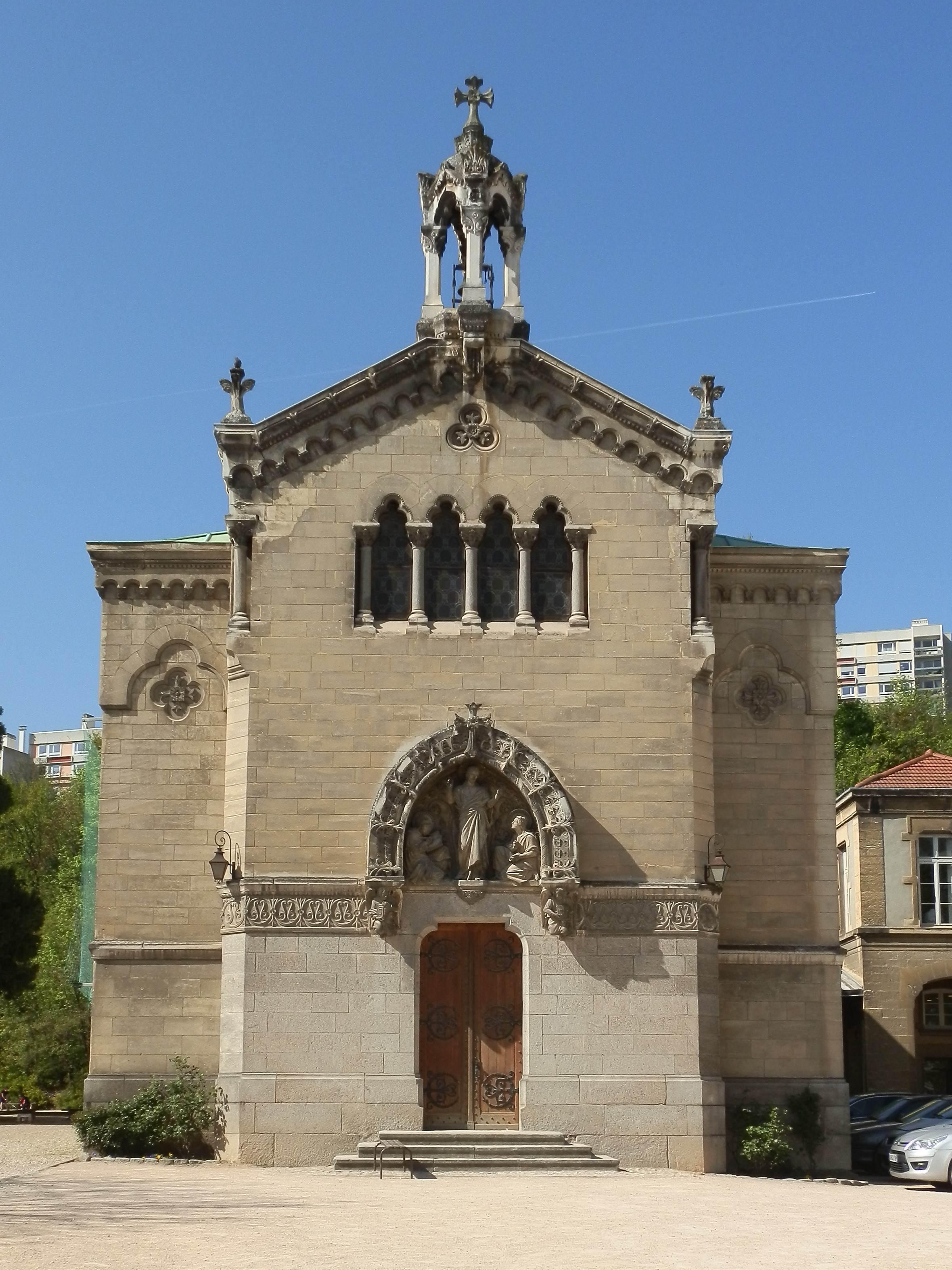
Fassade der Kapelle von Saint-Thomas d’Aquin
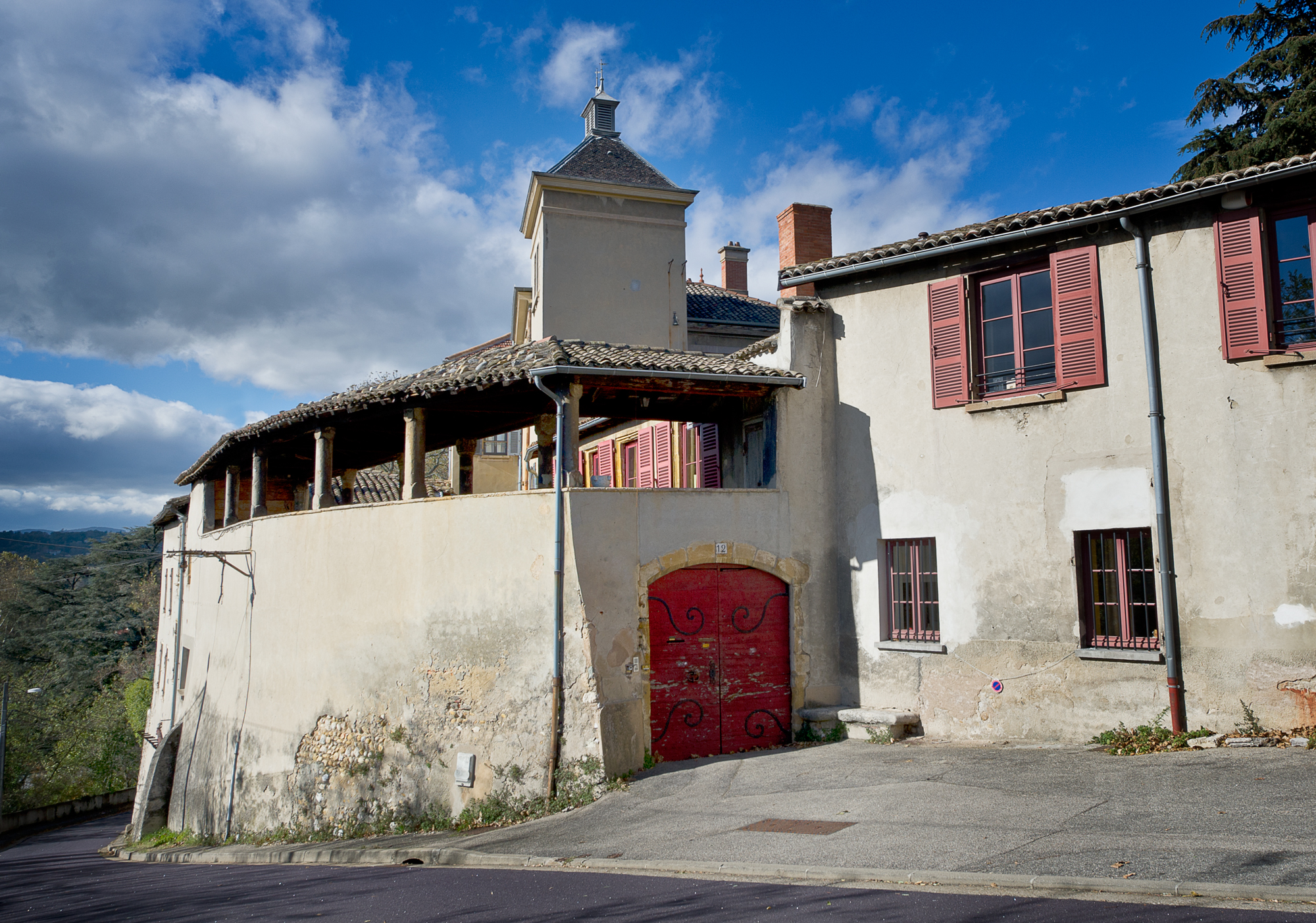
Haus La Cadière mit Außengalerie
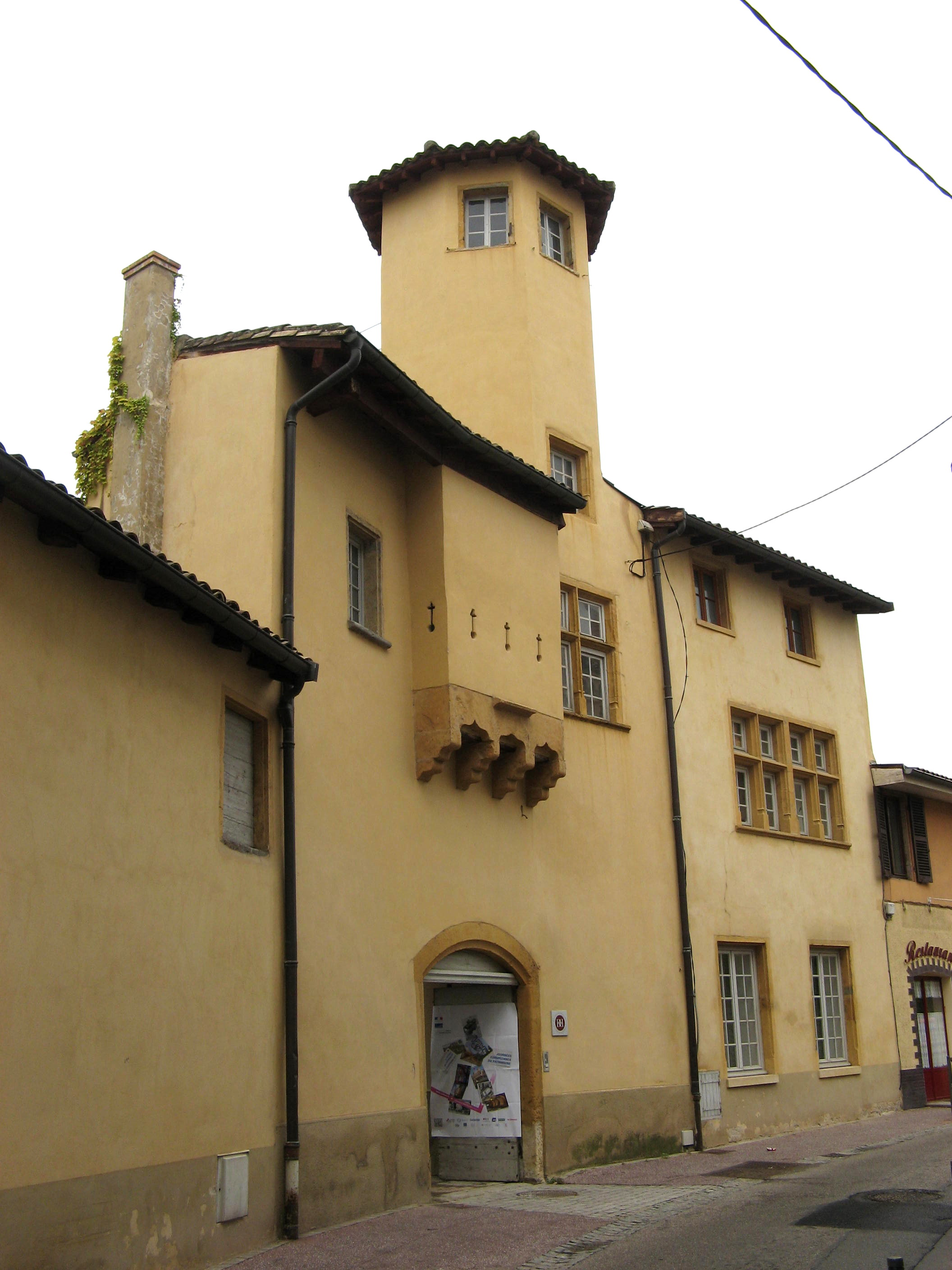
Wohngebäude Le Castel
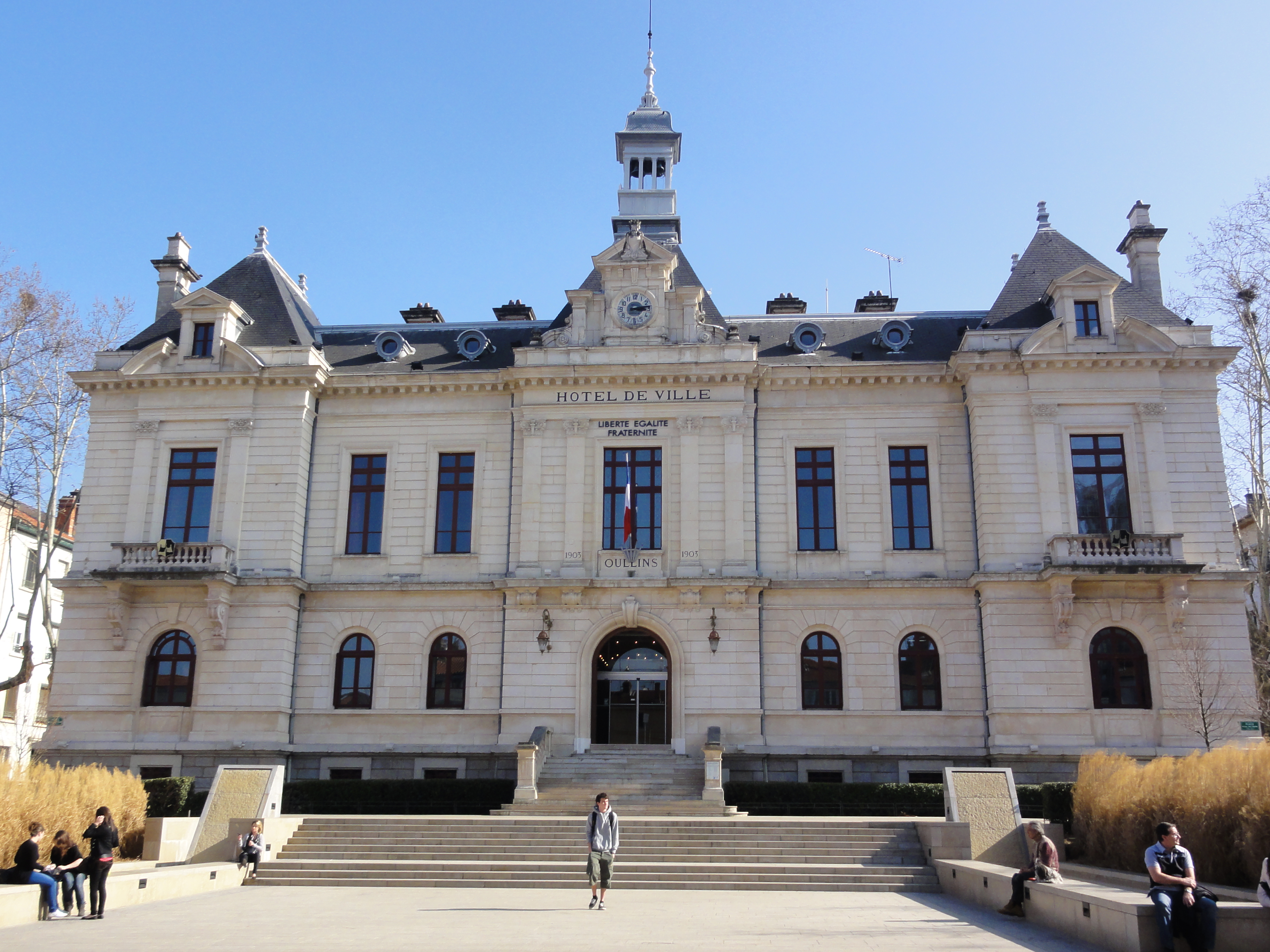
Hôtel de ville (Rathaus)

## Sonstiges
Nach dem Ort sind drei Obstsorten benannt:
- Kalvill aus Oullins, eine Apfelsorte
- Oullins Reineclaude, eine in Deutschland sehr häufige Reneklode
- Angoumois d'Oullins, eine Aprikosensorte

## Persönlichkeiten
- Joseph-Marie Jacquard (1752–1834), Erfinder
- Victor Orsel (1795–1850), Maler[9]
- Charles Le Gendre (1830–1899), US-amerikanischer General und Diplomat
- Louis Lortet (1836–1909), Arzt, Botaniker, Zoologe und Ägyptologe
- Maurice Buffière (1934–2021), Basketballspieler
- Hervé Jacquet (* 1939), Mathematiker
- François Sérvanin (* 1941), französischer Unternehmer und Autorennfahrer
- Philippe Jaussaud (1955–2019), Chemiker, Pharmakologe und Toxikologe
- Eric Dall’Armellina (* 1959), Radrennfahrer
- Patrice Garande (* 1960), Fußballspieler
- Éric Magnin (* 1967), Radrennfahrer
- Pascal Perrier-David (* 1975), Basketballspieler
- Lionel Bah (* 1980), französisch-ivorischer Fußballspieler
- Clément Turpin (* 1982), Fußballschiedsrichter
- Clément Morel (* 1984), französisch-monegassischer Tennisspieler

## Persönlichkeiten, die in Oullins gewirkt haben
- Sonngard Leopold (1943–2019), langjährige Vorsitzende des Städtepartnerschaftsvereins Nürtingen
- Mary Paillon (1848–1946), Alpinistin